# Liste des évêques d'Eichstätt
Pour un article plus général, voir Diocèse d'Eichstätt.

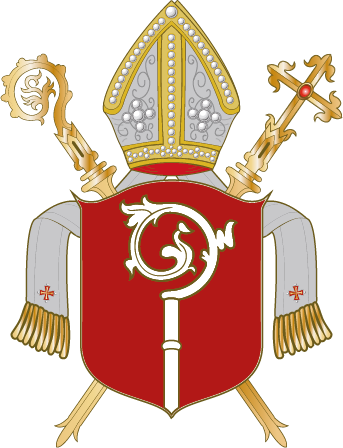
Armes de l'évêché d'Eichstätt.

La liste des évêques d'Eichstätt recense les noms des évêques catholiques qui se sont succédé sur le siège épiscopal d'Eichstätt en Allemagne, depuis la fondation du diocèse d'Eichstätt au VIIIe siècle. Ils détiennent le titre de prince-évêque de la principauté épiscopale d'Eichstätt de 1305 à 1802.

## Liste des évêques d'Eichstätt
- 741?-787? : Willibald
- 787-806 : Gerhoh
- 806-822 : Agan
- 822-837 : Adalung
- 837-847 : Altwin
- 847-880 : Otgar
- 880-882 : Gottschalk
- 882-912 : Erchanbald
- 912-933 : Uodalfrid
- 933-966 : Starchand
- 966-991 : Reginold
- 994-1014/1015 : Mégingaud
- 1015-1019 : Gundekar Ier
- 1020-1021 : Walther
- 1022-1042 : Héribert
- 1042 : Gezemann
- 1042-1057 : Gebhard Ier
- 1057-1075 : Gundekar II
- 1075-1099 : Udalrich Ier
- 1100-1112 : Eberhard von Hildrizhausen
- 1112-1125 : Udalrich II
- 1125-1149 : Gebhard von Grögling
- 1149-1153 : Burchard
- 1153-1171 : Konrad von Morsbach
- 1171-1182 : Egelolf
- 1182-1196 : Othon
- 1196-1223 : Hartwig von Grögling-Dollnstein
- 1223-1225 : Friedrich von Haunstadt
- 1225-1228 : Heinrich von Zipplingen
- 1228-1231 : Heinrich von Dischingen
- 1232-1237 : Heinrich von Ravensburg
- 1237-1246 : Friedrich von Parsberg
- 1246-1259 : Henri de Wurtemberg
- 1259-1261 : Engelhard von Dolling
- 1261-1279 : Hildebrand von Möhren
- 1279-1297 : Reinboto von Meilenhart
- 1297-1305 : Konrad von Pfeffenhausen
- 1305-1306 : Jean de Dürbheim
- 1306-1322 : Philipp von Rathsamhausen
- 1322-1324 : Marquard von Hagel
- 1324-1327 : Gebhard von Graisbach
- 1328-1329 : Frédéric III de Leuchtenberg
- 1329-1344 : Heinrich Schenk von Reicheneck
- 1344-1351 : Albrecht von Hohenfels
- 1351-1365 : Berthold von Zollern
- 1365-1383 : Raban Truchseß von Wilburgstetten
- 1383-1415 : Frédéric IV d'Oettingen
- 1415-1429 : Johann von Heideck
- 1429-1445 : Albrecht von Hohenrechberg
- 1445-1464 : Johann von Eych
- 1464-1496 : Wilhelm von Reichenau
- 1496-1535 : Gabriel von Eyb
- 1535-1539 : Christoph von Pappenheim
- 1539-1552 : Moritz von Hutten
- 1552-1560 : Eberhard von Hirnheim
- 1560-1590 : Martin von Schaumberg
- 1590-1595 : Kaspar von Seckendorff
- 1595-1612 : Johann Konrad von Gemmingen, précédemment évêque titulaire d'Hiérapolis-en-Isaurie (de)
- 1612-1637 : Johann Christoph von Westerstetten
- 1637-1685 : Marquard Schenk von Castell
- 1685-1697 : Johann Euchar Schenk von Castell
- 1697-1704 : Johann Martin von Eyb
- 1705-1725 : Johann Anton Knebel von Katzenelnbogen
- 1725-1736 : Franz Ludwig Schenk von Castell
- 1736-1757 : Johann Anton von Freyberg
- 1757-1781 : Raymund Anton von Strasoldo
- 1781-1790 : Johann Anton von Zehmen
- 1791-1824 : Joseph von Stubenberg
- 1824-1825 : Petrus Pustet
- 1825-1835 : Johann Friedrich Oesterreicher
- 1835 : Johann Martin Manl
- 1836-1846 : Karl August von Reisach
- 1846-1866 : Georg von Oettl
- 1867-1905 : Franz Leopold von Leonrod
- 1905-1932 : Johannes Leo von Mergel
- 1932-1935 : Konrad von Preysing
- 1935-1948 : Michael Rackl
- 1948-1967 : Joseph Schröffer
- 1968-1983 : Alois Brems
- 1984-1995 : Karl Braun
- 1996-2005 : Walter Mixa
- 2006-2025 : Gregor Maria Hanke